# T.P. McKenna
Thomas Patrick "T.P." McKenna, född 7 september 1929 i Mullagh, County Cavan, död 13 februari 2011 i London, var en irländsk skådespelare. Han scendebuterade år 1954 i Tennessee Williams pjäs Summer and Smoke och hade även en lång karriär på TV och film.

## Filmografi (urval)
- 1968 – De tappra 600
- 1969 – De tusen dagarnas drottning
- 1970 – Farlig fredag
- 1971 – Straw Dogs
- 1982 – Brittiska sjukan
- 1988–1989 – Doctor Who (TV-serie) (fyra avsnitt)
- 1988 – Red Scorpion
- 1989 – Valmont
- 2004 – The Libertine